# Economia Belgiei

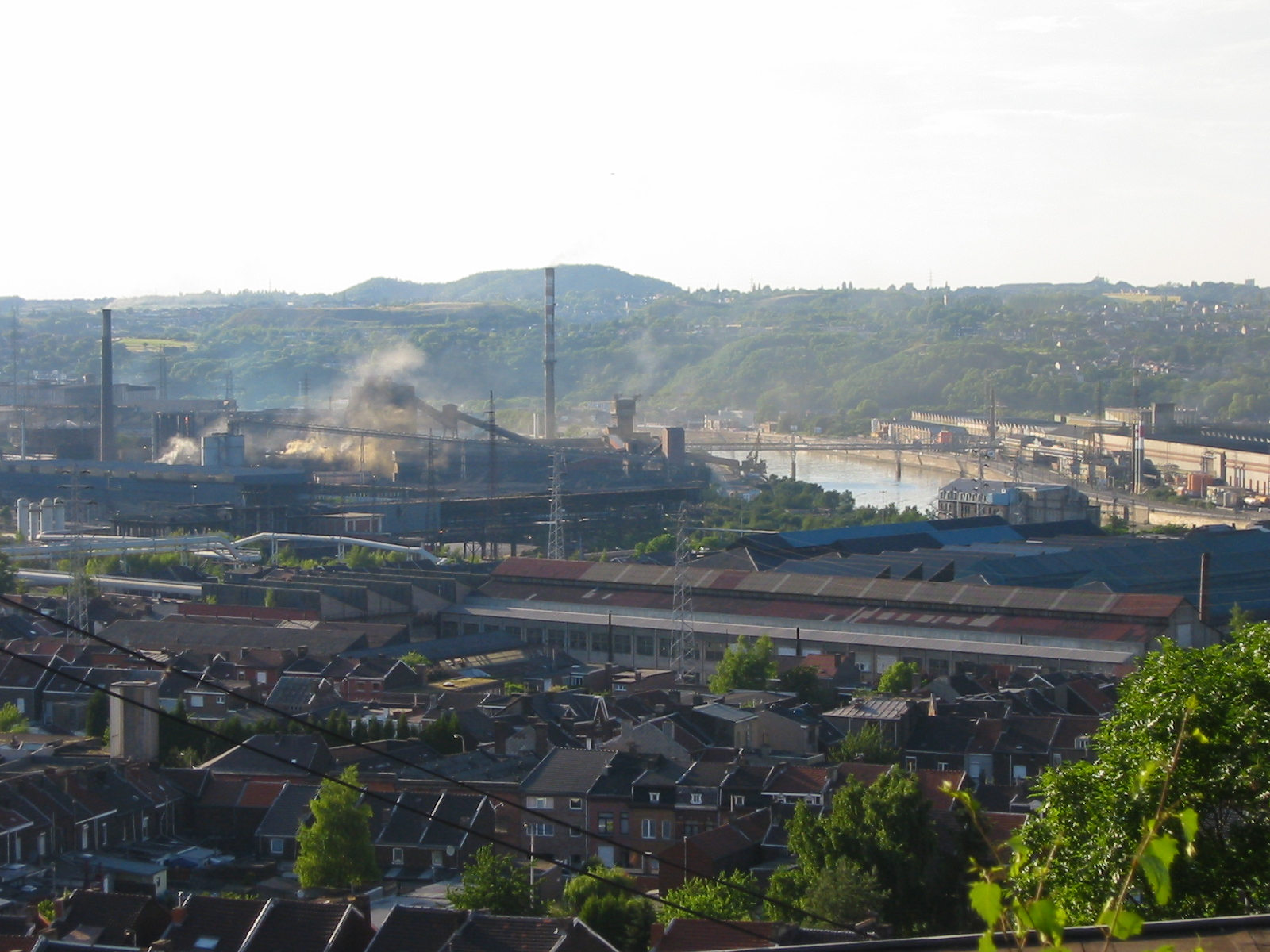
Comlex metalurgic lângă Liège

Economia Belgiei și infrastructura de transport sunt puternic integrate cu cele a Europei de Vest. Poziționarea țării în centrul unei regiuni puternic industrializate fac ca Belgia să fie una dintre primele zece țări în clasamentul comerțului internațional. Economia este caracterizată de o forță de muncă foarte productivă, un PIB ridicat și exporturi importante. Principalele produse de import sunt: alimente, echipamente industriale, produse petroliere și chimice, diamante brute, îmbrăcăminte și accesorii și textile. Principalele produse de export sunt automobilele, produse alimentare, oțel, produse petroliere, mase plastice, textile, diamante finisate. 
Economia este puternic orientată spre sectorul serviciilor, dar prezintă diferențe regionale importante între Flandra, regiunea mai dinamică, și Valonia, regiune aflată într-o perioadă postindustrială afectată de dezafectarea industriilor tradiționale. Ca unul dintre membrii fondatori ai Uniunii Europene, Belgia sprijină integrarea economică europeană și politici de economie deschisă. În 1999, Belgia a adoptat moneda EURO care a înlocuit francul belgian definitiv în 2002. Din 1922 Belgia și Luxemburgul formează o zonă economică comună, iar din 1944 aceste țări fac parte din zona economică Benelux. 
Belgia a fost prima țară din Europa Continentală care a trecut printr-o perioadă de revoluție industrială la începutul secolului XIX. Până la jumătatea secolului XX regiunea minieră și metalurgică valonă din jurul orașelor Liège și Charleroi s-a dezvoltat puternic, în timp ce Flandra a rămas preponderent o regiune agrară. După cel de al doilea război mondial Gent și Anvers s-au dezvoltat datorită industriei petrochimice și a activităților portuare. Anii 1970 au reprezentat o perioadă de receseie datorită crizelor petroliere și a declinului industriei metalurgice. Politicile economice mai liberale din Flandra au făcut ca centrul economic al țării să se deplaseze spre nord fiind concentrat actualmente în regiunea Bruxelles-Louvain-Anvers-Gent. Deține o rețea amplă de autostrăzi (nici una dintre ele cu plată) și este în general una dintre cele mai comunicative țări ale continentului. Națiunea depinde în mare parte de comerțul exterior, în special cu Germania, Țările de Jos, Franța și Regatul Unit.